# Ford B-Max
Ford B-MAX (транскр. Форд б-макс) (енгл. Ford B-MAX) је аутомобил мали минивен који је производио амерички произвођач аутомобила Форд од 2012. до 2017. године.

## Историјат
Првобитно је представљен као концептни аутомобил на сајму аутомобила у Женеви 2011. године, а званично је представљен на Светском конгресу мобилне телефоније у Барселони 2012. године. Заснован је на фијести шесте генерације, односно изграђен је на Фордовој глобалној Б платформи. Наследио је Форд фјужна. Главни конкуренти су му били: Тојота версо-с, Хјундаи ix20, Кија соул, Фијат 500Л, Ситроен Ц3 пикасо, Нисан ноут, Опел мерива и Шкода румстер. Производио се у месту Крајови, у Румунији.
Б-макс је најмањи Фордов минивен, који наставља „Ford Kinetic Design” стил, конструисан са задњим клизним вратима и без б-стуба. Карактеристичан предњи део возила садржи Фордов трапезоидни хладњак. Остали препознатљиви елементи дизајна укључују изражену графику предњих светала, линију прозора са карактеристичним пресеком иза задњих врата и истакнуте рубове на блатобранима.
На европским тестовима судара, б-макс је 2012. године добио максималних пет звездица за безбедност. Године 2013, осваја награду за најбољу и најисплативију куповину аутомобила у Европи − Аутобест.
Необично за једну велику компанију, али овај модел није добио редизајн на средини производног циклуса како би повећао продају. Производња б-макса је окончана септембра 2017. године, услед смањене потражње за моделом, као и општег пада продаје минивен возила. Као најближи наследници су замишљени „екоспорт”, „фијеста актив” и „пума”, где се прелази са минивена на кросовер.
| Безбедност на Euro NCAP креш тесту |

## Мотори
| Модел              | Тип мотора | Запремина | Снага           | Момент      | 0–100 km/h | Брзина   |
| Бензин             | Бензин     | Бензин    | Бензин          | Бензин      | Бензин     | Бензин   |
| ------------------ | ---------- | --------- | --------------- | ----------- | ---------- | -------- |
| 1.0 EcoBoost       | R3         | 999 cm³   | 74 kW (99 КС)   | 170 Nm/1400 | 13,2 сек.  | 175 km/h |
| 1.0 EcoBoost       | R3         | 999 cm³   | 88 kW (118 КС)  | 200 Nm/1400 | 11,2 сек.  | 189 km/h |
| 1.0 EcoBoost       | R3         | 999 cm³   | 92 kW (123 КС)  | 170 Nm/1400 | 11,2 сек.  | 189 km/h |
| 1.0 EcoBoost       | R3         | 999 cm³   | 103 kW (138 КС) | 180 Nm/1400 | 10,4 сек.  | 196 km/h |
| 1.4 Duratec        | R4         | 1388 cm³  | 66 kW (89 КС)   | 128 Nm/4200 | 13,8 сек.  | 171 km/h |
| 1.6 Duratec TI-VCT | R4         | 1596 cm³  | 77 kW (103 КС)  | 150 Nm/4200 | 12,1 сек.  | 182 km/h |
| Дизел              |            |           |                 |             |            |          |
| 1.5 Duratorq TDCi  | R4         | 1498 cm³  | 55 kW (74 КС)   | 185 Nm/1700 | 16,5 сек.  | 158 km/h |
| 1.6 Duratorq TDCi  | R4         | 1560 cm³  | 71 kW (95 КС)   | 215 Nm/1750 | 13,9 сек.  | 174 km/h |

## Галерија
- унутрашњост